# 共青农村居民点 (别尔哥罗德州)
共青农村居民点（俄语：Комсомольское сельское поселение）是俄罗斯联邦别尔哥罗德州别尔哥罗德区所属的一个农村居民点。其下辖有2个居民点，行政中心为共青镇。据2016年统计，该农村居民点的人口为2264人。